# Charadrius pallidus
El chorlitejo pálido (Charadrius pallidus) es una especie de ave caradriforme en la familia Charadriidae propia del sur de África.

## Descripción
Es el miembro más pequeño del género Charadrius, mide unos 15 centímetros de longitud, ligeramente más pequeño que un chorlitejo frentiblanco  (Charadrius marginatus). La longitud alar es de 100-105 mm y pesa un poco menos de 40 gramos. La parte superior es de color gris pálido, y las partes inferiores blancas con una estrecha cinta marrón en el pecho. Se diferencia de chorlitejo frentiblanco por el tamaño más pequeño, el cuerpo más redondeado y el dorso más pálido.

## Distribución
Se distribuye en el sur y este de África, se presenta durante todo el año en algunas zonas y sólo estacionalmente en diferentes regiones. Las principales áreas de distribución son las costas del Atlántico y el Índico, los salares de Makgadikgadi en el interior de Botsuana, en el oeste del Transvaal y el Estado Libre de Orange, en el noroeste de la provincia del Cabo y en Etosha Pan. Es menos común en el río Sabi (en el este de Transvaal/parque nacional Kruger), en la confluencia del Sashi y Limpopo (sur de Botsuana, en el norte de Transvaal), en el área alrededor de Bulawayo (Zimbabue central) y las cataratas Victoria en el Zambeze, y a lo largo de la costa del océano Índico en Mozambique, desde Maputo (Lourenço Marques) hasta el Zambeze.

## Hábitat
Habita en lagunas arenosas de agua salada, salinas y estuarios de fluctuaciones estacionales. Viven solos o en parejas, fuera de la temporada de reproducción se reúnen en bandadas de hasta 50 aves. Su comportamiento es similar al chorlitejo frentiblanco, pero es tímido y atento, sobre todo en la época de reproducción. Si son molestados huyen a baja altura, y en las salinas blancas son difíciles de detectar.
A menudo son vistos en compañía de otras limícolas como el chorlitejo frentiblanco (Charadrius marginatus), el correlimos chico (Calidris minuta) y el correlimos zarapitín (Calidris ferruginea). Se alimenta de insectos y pequeños crustáceos que encuentra en el suelo.